# Nicolas Tindal
Nicolas Tindal (1688-1774) est un historien et traducteur anglais.
Neveu du déiste Matthew Tindal, il a traduit en anglais :
- Les Antiquités sacrées et profanes de Dom Calmet (1724) ;
- L'Histoire d'Angleterre de Rapin-Thoyras (1726), qu'il enrichit de notes et de commentaires. Il y ajouta une Continuation en trois volumes pour couvrir la période de Jacques II à Georges II.
- Histoire de l'agrandissement et de la décadence de l'empire ottoman de Dimitrie Cantemir (1734)